# گیل (گودال)
گیل یک دهانه‌ای در مریخ است در نزدیکی بخش شمال غربی چهارگوش‌ آئولیس در ۵°۲۴′جنوبی ۱۳۷°۴۸′شرقی / ۵٫۴°جنوبی ۱۳۷٫۸°شرقی. که دمای آن تا منهای ۹۰ درجه سانتیگراد پائین می‌آید.

## کاوش
در ۶ اوت ۲۰۱۲ کاوشگر کنجکاوی با موفقیت در این گودال فرود آمد. دلیل انتخاب این گودال برای فرود کاوشگر را وجود رسوباتی در آن اعلام کرده‌اند که بر اثر وجود آب زیاد شکل گرفته است. آنچه به کنجکاوی اجازه می‌دهد تا شواهدی از وجود نخستین ذرات اساسی در حیات میکروبی را بیابد.
دهانه گیل (Gale) پس از بررسی دقیق ۶۰ مکان برای کاوش توسط کاوشگر کنجکاوی انتخاب شد. فرایند این انتخاب پنج سال طول کشید و حدود ۱۵۰ محقق در آن شرکت داشتند.

## احتمال وجود آب
در گیل نشانه‌های زیادی از وجود آب در گذشته دیده می‌شود. در آنجا نمونه‌های متعددی از خاک رس و دیگر مواد معدنی مربوط به آب وجود دارد که کیوریاسیتی می‌تواند مطالعه کند.